# Fichage ethnique
Le fichage ethnique, ou fichage ethno-racial, est la forme de fichage des populations qui s'attache à classer les individus selon leur ethnie d'appartenance.
Il permet aux entreprises de recruter de préférence des candidats appartenant à certaines ethnies ou à la police d'orienter ses actions de contrôle sur certaines catégories sociales.
Certains usages de fichiers ethniques sont illégaux dans certains pays et certaines organisations sociales. 
En France, le fichage ethnique ne se limite pas au monde de l’entreprise mais s'étend au monde politique : certains élus locaux n’hésitent pas à exploiter les listes électorales dans le but de trier leurs électeurs selon leur pays d’origine. Le principe est de constituer des fichiers des communautés les plus représentées (notamment les Français d’origine maghrébine) dans le but de produire une communication ciblée à des fins électorales.[réf. nécessaire]
La ville d’Asnières-sur-Seine (92) a été au début des années 2000 suspectée d’un fichage ethnique lors de la mandature de Manuel Aeschlimann (UMP). Une enquête policière s’est ensuivie. Elle a été abandonnée, faute de preuves.
Le risque de fichage politique lors de la primaire présidentielle socialiste de 2011 a relancé la question du fichage en politique.
En mai 2015, le maire FN de la ville de Béziers, révèle ficher les élèves des écoles de sa ville en fonction de leur appartenance supposée à la religion musulmane en se basant sur la consonance de leurs noms et prénoms. La polémique est relancée.
Juin 2015 :  La police des Pays-Bas communique sur la mise en place d'un fichage ethnique des personnes contrôlées dans la rue afin de pouvoir davantage pallier la discrimination et le délit de faciès auxquels seraient confrontées les minorités.